# Liga Mexicana del Pacífico 1988-89
La Temporada 1988-89 de la Liga Mexicana del Pacífico fue la 31.ª edición, llevó el nombre de Lic. Héctor López Castro y comenzó el 1 de octubre de 1988.
En esta temporada Algodoneros de Guasave y Potros de Tijuana suspendieron su participación, por lo que se desaparecieron las Zonas (Norte y Sur), se continua con el sistema de competencia de puntos, dividiendo la temporada en dos vueltas, además se amplió el calendario de 62 a 86 juegos. 
Durante la campaña se lanzaron un juego sin hit ni carrera, además Mercedes Esquer obtuvo la primera y única triple corona de pitcheo.
La temporada finalizó el 30 de enero de 1989, con la coronación de los Águilas de Mexicali al vencer 4-3 en serie final a los Mayos de Navojoa.

## Sistema de competencia

### Temporada regular
La temporada regular se dividió en dos vueltas, abarcando un total de 86 juegos a disputarse para cada uno de los ocho clubes. Al término de cada mitad, se asigna un puntaje que va de 1 a 8 puntos en forma ascendente, según la clasificación (standing) general de cada club. El equipo con mayor puntaje se denomina campeón del rol regular. A continuación se muestra la distribución de dicho puntaje:
- Primera posición: 8 puntos
- Segunda: 7 puntos
- Tercera: 6 puntos
- Cuarta: 5 puntos
- Quinta: 4 puntos
- Sexta: 3 puntos
- Séptima: 2 puntos
- Octava: 1 puntos

### Semifinal
Para la etapa de semifinales, pasan los cuatro equipos con mayor puntaje sobre la base de las dos mitades de la temporada regular. De esta manera, el cuarto se enfrenta como visitante al segundo del standing en una serie, mientras que el primero y el tercero hacen lo mismo a su vez.

### Final
Se da entre los equipos que ganaron en la etapa de semifinales, a ganar 4 de 7 juegos.

## Calendario
- Número de Juegos: 86 juegos

## Datos Sobresalientes
- Curt Schilling, lanza un juego sin hit ni carrera el 10 de noviembre de 1988, con los Naranjeros de Hermosillo en contra de Tomateros de Culiacán, siendo el número 31 en la historia de la LMP.

- Mercedes Esquer, obtuvo la triple corona de pitcheo jugando con Águilas de Mexicali, siendo la primera y única conseguida en la historia de la LMP.

## Equipos participantes
| Liga Mexicana del Pacífico 1988-89 |           |             |                           |                          |           |
| Equipo                             | Fundación | Mánager     | Ciudad                    | Estadio                  | Capacidad |
| Águilas de Mexicali                | 1948      | Por definir | Mexicali, Baja California | Nido de los Águilas      | 9,000     |
| Cañeros de Los Mochis              | 1947      | Por definir | Los Mochis, Sinaloa       | Emilio Ibarra Almada     | 6,000     |
| Mayos de Navojoa                   | 1950      | Por definir | Navojoa, Sonora           | Manuel Ciclón Echeverría | 8,000     |
| Naranjeros de Hermosillo           | 1944      | Por definir | Hermosillo, Sonora        | Héctor Espino            | 10,000    |
| Ostioneros de Guaymas              | 1945      | Por definir | Guaymas, Sonora           | "Abelardo L. Rodríguez"  | 5,000     |
| Tomateros de Culiacán              | 1965      | Por definir | Culiacán, Sinaloa         | General Ángel Flores     | 10,000    |
| Venados de Mazatlán                | 1945      | Por definir | Mazatlán, Sinaloa         | Teodoro Mariscal         | 6,000     |
| Yaquis de Ciudad Obregón           | 1947      | Por definir | Ciudad Obregón, Sonora    | Tomás Oroz Gaytán        | 10,000    |

## Standings

### Primera vuelta
| Equipos                  | JJ | JG | JP | JE | PCT  | JV  | PTS |
| ------------------------ | -- | -- | -- | -- | ---- | --- | --- |
| Águilas de Mexicali      | 44 | 26 | 18 | -  | .591 | -   | 8   |
| Cañeros de Los Mochis    | 44 | 25 | 18 | 1  | .581 | 0.5 | 7   |
| Venados de Mazatlán      | 44 | 25 | 18 | 1  | .581 | 0.5 | 6   |
| Yaquis de Ciudad Obregón | 44 | 22 | 21 | 1  | .512 | 3.5 | 5   |
| Ostioneros de Guaymas    | 44 | 19 | 22 | 3  | .463 | 5.5 | 4   |
| Mayos de Navojoa         | 43 | 19 | 22 | 2  | .463 | 5.5 | 3   |
| Naranjeros de Hermosillo | 44 | 17 | 25 | 2  | .405 | 8.0 | 2   |
| Tomateros de Culiacán    | 43 | 17 | 26 | -  | .395 | 8.5 | 1   |

### Segunda vuelta
| Equipos                  | JJ | JG | JP | JE | PCT  | JV  | PTS |
| ------------------------ | -- | -- | -- | -- | ---- | --- | --- |
| Águilas de Mexicali      | 41 | 23 | 17 | 1  | .575 | -   | 8   |
| Mayos de Navojoa         | 41 | 22 | 17 | 2  | .564 | 0.5 | 7   |
| Ostioneros de Guaymas    | 42 | 23 | 19 | -  | .548 | 1.0 | 6   |
| Venados de Mazatlán      | 42 | 23 | 19 | -  | .548 | 1.0 | 5   |
| Naranjeros de Hermosillo | 40 | 21 | 19 | -  | .525 | 2.0 | 4   |
| Tomateros de Culiacán    | 41 | 19 | 22 | -  | .463 | 4.5 | 3   |
| Yaquis de Ciudad Obregón | 42 | 18 | 24 | -  | .429 | 6.0 | 2   |
| Cañeros de Los Mochis    | 41 | 14 | 26 | 1  | .350 | 9.0 | 1   |

### General
| Equipos                  | JJ | JG | JP | JE | PCT  | JV   | PTS |
| ------------------------ | -- | -- | -- | -- | ---- | ---- | --- |
| Águilas de Mexicali      | 85 | 49 | 35 | 1  | .583 | -    | 16  |
| Venados de Mazatlán      | 86 | 48 | 37 | 1  | .565 | 1.5  | 11  |
| Ostioneros de Guaymas    | 86 | 44 | 41 | 3  | .506 | 6.5  | 10  |
| Mayos de Navojoa         | 84 | 41 | 39 | 4  | .512 | 6.0  | 10  |
| Cañeros de Los Mochis    | 85 | 39 | 44 | 2  | .470 | 9.5  | 8   |
| Yaquis de Ciudad Obregón | 86 | 40 | 45 | 1  | .470 | 9.5  | 7   |
| Naranjeros de Hermosillo | 84 | 38 | 44 | 2  | .463 | 10.0 | 6   |
| Tomateros de Culiacán    | 84 | 36 | 48 | -  | .428 | 13.0 | 4   |

| Avanza a Play-offs |

## Play-offs
|  | Semifinales | Semifinales | Semifinales |         |          | Final    | Final | Final |  |
|  |             |             |             |         |          |          |       |       |  |
|  |             |             |             |         |          |          |       |       |  |
|  | Guaymas     | Guaymas     | 2           |         |          |          |       |       |  |
|  | Guaymas     | Guaymas     | 2           |         |          |          |       |       |  |
|  | Mexicali    | Mexicali    | 5           |         |          |          |       |       |  |
|  | Mexicali    | Mexicali    | 5           |         | Mexicali | Mexicali | 4     |       |  |
|  |             |             |             |         | Mexicali | Mexicali | 4     |       |  |
|  |             |             | Navojoa     | Navojoa | 3        |          |       |       |  |
|  | Navojoa     | Navojoa     | Navojoa     | Navojoa | 3        | 5        |       |       |  |
|  | Navojoa     | Navojoa     |             |         |          | 5        |       |       |  |
|  | Mazatlán    | Mazatlán    | 1           |         |          |          |       |       |  |
|  | Mazatlán    | Mazatlán    | 1           |         |          |          |       |       |  |
|  |             |             |             |         |          |          |       |       |  |

### Semifinales
| Equipos               | JJ | JG | JP | PCT  | JV  |
| --------------------- | -- | -- | -- | ---- | --- |
| Mayos de Navojoa      | 6  | 5  | 1  | .833 | -   |
| Águilas de Mexicali   | 7  | 5  | 2  | .714 | -   |
| Ostioneros de Guaymas | 7  | 2  | 5  | .286 | 3.0 |
| Venados de Mazatlán   | 6  | 1  | 5  | .167 | 4.0 |

| Avanza a la final |

### Final
| Equipos             | JJ | JG | JP | PCT  | JV  |
| ------------------- | -- | -- | -- | ---- | --- |
| Águilas de Mexicali | 7  | 4  | 3  | .571 | -   |
| Mayos de Navojoa    | 7  | 3  | 4  | .429 | 1.0 |

| Campeón |

## Cuadro de honor
| Equipos                  | Posición   |
| ------------------------ | ---------- |
| Águilas de Mexicali      | Campeón    |
| Mayos de Navojoa         | Subcampeón |
| Ostioneros de Guaymas    | 3° Lugar   |
| Venados de Mazatlán      | 4° Lugar   |
| Cañeros de Los Mochis    | 5° Lugar   |
| Yaquis de Ciudad Obregón | 6° Lugar   |
| Naranjeros de Hermosillo | 7° Lugar   |
| Tomateros de Culiacán    | 8° Lugar   |

## Designaciones
A continuación se muestran a los jugadores más valiosos de la temporada.
| Designación         | Ganador                | Equipo                |
| ------------------- | ---------------------- | --------------------- |
| Jugador Más Valioso | Mercedes Esquer        | Águilas de Mexicali   |
| Pitcher del Año     | Mercedes Esquer        | Águilas de Mexicali   |
| Novato del año      | Juan Manuel García     | Cañeros de Los Mochis |
| Mánager del Año     | Dave Machemer          | Águilas de Mexicali   |
| Mánager Campeón     | Dave Machemer          | Águilas de Mexicali   |
| Campeón de Bateo    | Nelson Simmons         | Venados de Mazatlán   |
| Campeón de Pitcheo  | Mercedes Esquer        | Águilas de Mexicali   |
| Gerente del año     | Raúl Armando Cano Cano | Águilas de Mexicali   |